# دانویوس گوگنموسی
دانویوس (نام علمی: Danuvius guggenmosi) نام یک گونه منقرض‌شده از زیرخانواده انسان‌ساییان است که حدود ۱۱/۶ میلیون سال پیش در منطقه‌ای که اکنون کشور آلمان است، می‌زیسته است.